# Jasenov (district de Humenné)
Pour les articles homonymes, voir Jasenov.
Jasenov est un sotac village de Slovaquie situé dans la région de Prešov.

## Histoire
Première mention écrite du village en 1279. Jasenov possède un château datant du milieu du XIVe siècle, quand il appartenait à Phillip Drugeth. Il a ensuite été détruit en 1644.

## Démographie

### Évolution de la population
| Année:               | 1994. | 2004.   | 2014.   | 2024.   |
| -------------------- | ----- | ------- | ------- | ------- |
| Nombre de personnes: | 1079  | 1142    | 1185    | 1210    |
| Différence:          |       | +5,83 % | +3,76 % | +2,10 % |

| Année:               | 2023. | 2024.   |
| -------------------- | ----- | ------- |
| Nombre de personnes: | 1186  | 1210    |
| Différence:          |       | +2,02 % |

## Géographie
La commune se trouve à une altitude de 155 mètres et couvre une superficie de 13,262 km². Il a une population d'environ 1140 personnes. 

## Repères
Article principal: Château de Jasenov 

## Ressources généalogiques
Les documents pour la recherche généalogique sont disponibles aux archives d'État "Statny Archiv in Presov, Slovaquie" :
- Registres de l'église catholique romaine (naissances / mariages / décès): 1802-1911 (paroisse B)
- Registres de l'Église grecque-catholique (naissances / mariages / décès): 1768-1946 (paroisse B)